# Stig Iuul
Stig Asgerssøn Iuul (født Juul) (28. juli 1907 i København – 28. maj 1969 sammesteds) var en dansk jurist og retshistoriker.
Stig Iuul var søn af domkantor Asger Juul og blev student fra Metropolitanskolen i København i 1926. Han studerede jura på Københavns Universitet, fik guldmedaljen i 1932 for afhandlingen Fideikommissarisk Substitution (trykt i 1934), og blev cand. jur. i 1933. Han var på en udenlandsrejse i 1935-1937, bl.a. i England og Tyskland.
I 1938 blev han ansat som docent ved universitetet. Han blev dr. phil. i 1940 med disputatsen Fællig og Hovedlod – Studier over formueforholdet mellem ægtefæller i tiden før Chr. V's Danske Lov og blev i 1944 professor i retsvidenskab. Samme år blev han ramt af polio, som svækkede hans helbred, men ikke formåede at nedsætte hans arbejdsiver.
Stig Iuul skrev en række lærebøger, bl.a. om romersk formueret (1942), og udgav en kommenteret udgave af Christian V's Danske Lov (1949). Hans afhandling om Kodifikation eller kompilation? Christian V's Danske Lov på baggrund af ældre ret blev udgivet i Københavns Universitets festsskrift i 1954, fremsatte den påstand at Danske Lov ikke var en nyskabelse, men en kompilation over ældre lovgivning, og at resultatet mere var en politisk beslutningsproces end et juridisk baseret arbejde.
Stig Iuul var også medudgiver på udgaven af Jyske Lov der forekom i serien Danmarks gamle Landskabslove (bind IV, 1945).
Han blev medlem af Det kongelige danske Selskab for Fædrelandets Historie 16. marts 1950. Han blev meldt ind i Videnskabernes Selskab i 1954, Carlsbergfondets direktion samme år og var formand for fondet i 1963 til sin død under et møde i sammes bestyrelse.
Iuul blev Ridder af Dannebrog 1949, af 1. grad 1956, Kommandør 1963 og Kommandør af 1. grad 1969.
Stig Iuul er begravet på Frederiksberg Ældre Kirkegård.
Der findes et portrætmaleri af Iuul af Sigurd Lønholdt fra 1968 (Carlsbergfondet), gentagelse (Carlsberg Museum).